# Alo Jakin
Alo Jakin, né le 14 novembre 1986 à Tartu, est un coureur cycliste estonien. Ancien professionnel, son palmarès comprend notamment deux titres de champion d'Estonie sur route et de multiples sélections en équipe nationale.

## Biographie
Alo Jakin naît le 14 novembre 1986 à Tartu en Estonie.

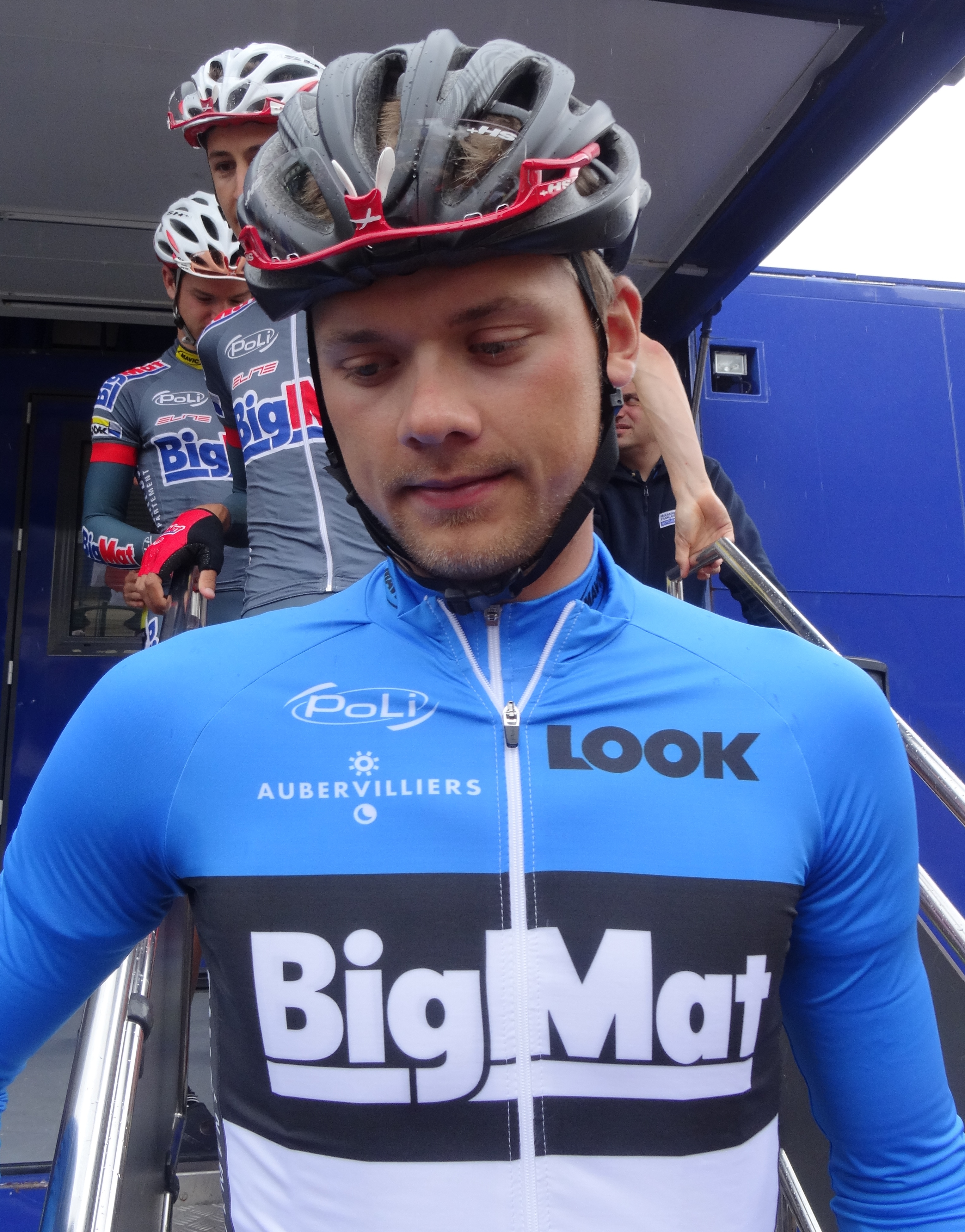
Alo Jakin revêtant son maillot de champion d'Estonie sur route lors de la Ronde pévéloise 2014.

Après une première expérience professionnelle d'un peu plus d'un an au sein de l'équipe continentale Kalev-Chocolate, Alo Jakin fait le choix de venir courir en France.
Il porte successivement les couleurs de Charvieu-Chavagneux Isère, du CC Villeneuve Saint-Germain et du VC Rouen 76.
Fin 2013, la formation BigMat-Auber 93 lui propose un contrat professionnel pour la saison suivante.
Pour ses premiers pas dans une équipe française à ce niveau, il remporte le titre de champion d'Estonie sur route ainsi que les première et troisième (contre-la-montre par équipes) étapes du Tour d'Auvergne. Ses dirigeants renouvellent son contrat à la fin de l'année 2014.
Au premier semestre 2015, il se classe troisième du Grand Prix de la Somme et des Quatre Jours de Dunkerque avant de remporter les Boucles de l'Aulne. Il est conservé par ses dirigeants pour l'année suivante.
En 2016, il gagne la quatrième étape du Circuit des Ardennes international.
En 2017, il termine second du championnat d'Estonie sur route derrière Gert Jõeäär.
Au cours de l'année 2018, il est une nouvelle fois second du championnat d'Estonie du contre-la-montre au mois de juin. En août, il est sélectionné pour représenter son pays lors de la course en ligne des championnats d'Europe de cyclisme sur route mais doit abandonner avant la fin de l'épreuve.
En juin 2019, il est médaillé d'argent de la course en ligne des Jeux européens puis champion d'Estonie sur route quelques jours plus tard. Fin juillet, il est présélectionné pour représenter son pays aux championnats d'Europe de cyclisme sur route. Début décembre, il annonce mettre un terme à sa carrière professionnelle. Bien qu'il aurait pu continuer une année supplémentaire au sein de la structure francilienne, l'Estonien retourne chez les amateurs faute d'avoir trouvé une équipe World Tour ou une UCI ProTeam afin de franchir un cap.
Au mois d'aout 2020, il gagne la première étape du Baltic Chain Tour et endosse le premier maillot de leader de cette course courue dans les pays baltes. Il termine finalement second du classement général final de l'épreuve derrière Gert Jõeäär.

## Palmarès et classements mondiaux

### Palmarès sur route
- 2007[1]
  - 2e du championnat d'Estonie sur route espoirs
- 2008
  - Prix d'Automne de La Rochefoucauld
  - 2e du Grand Prix de Chamoux-sur-Gelon
  - 3e du championnat d'Estonie sur route espoirs
- 2009
  - 2e du Prix de Cormoz
  - 2e du Grand Prix de Longes
  - 2e du Grand Prix de Chamoux-sur-Gelon
  - 2e des Quatre Jours des As-en-Provence
- 2010
  - Critérium de Cambrai
  - Grand Prix de la Ville d'Haillicourt
  - 2e du Saaremaa Velotour
  - 3e du Grand Prix de Saint-Souplet
- 2011
  - Étoile d'or
  - Classique de l'Eure
  - Grand Prix de Tourteron
  - 2e du Grand Prix du Rayon Aubersois
  - 2e des Boucles de la Loire
  - 2e des Deux Jours du Perche
  - 3e de La Tramontane
  - 3e du Prix de la Saint-Laurent
- 2012
  - Grand Prix de Saint-Quentin
  - Boucles Nationales du Printemps :
    - Classement général
    - 1re étape

  - 3e étape du Saaremaa Velotour
  - 2e de Bordeaux-Saintes
  - 3e du Trio normand
- 2013
  - 4e étape du Circuit des plages vendéennes
  - Prix de Beauchamps
  - 3e étape de la Ronde de l'Oise
  - Boucles de l'Austreberthe
  - 5e étape du Tour des Deux-Sèvres
  - 3e étape des Trois Jours de Cherbourg
  - 2e du Tour de Seine-Maritime
  - 3e du Tour du Jura

- 2014
  -  Champion d'Estonie sur route

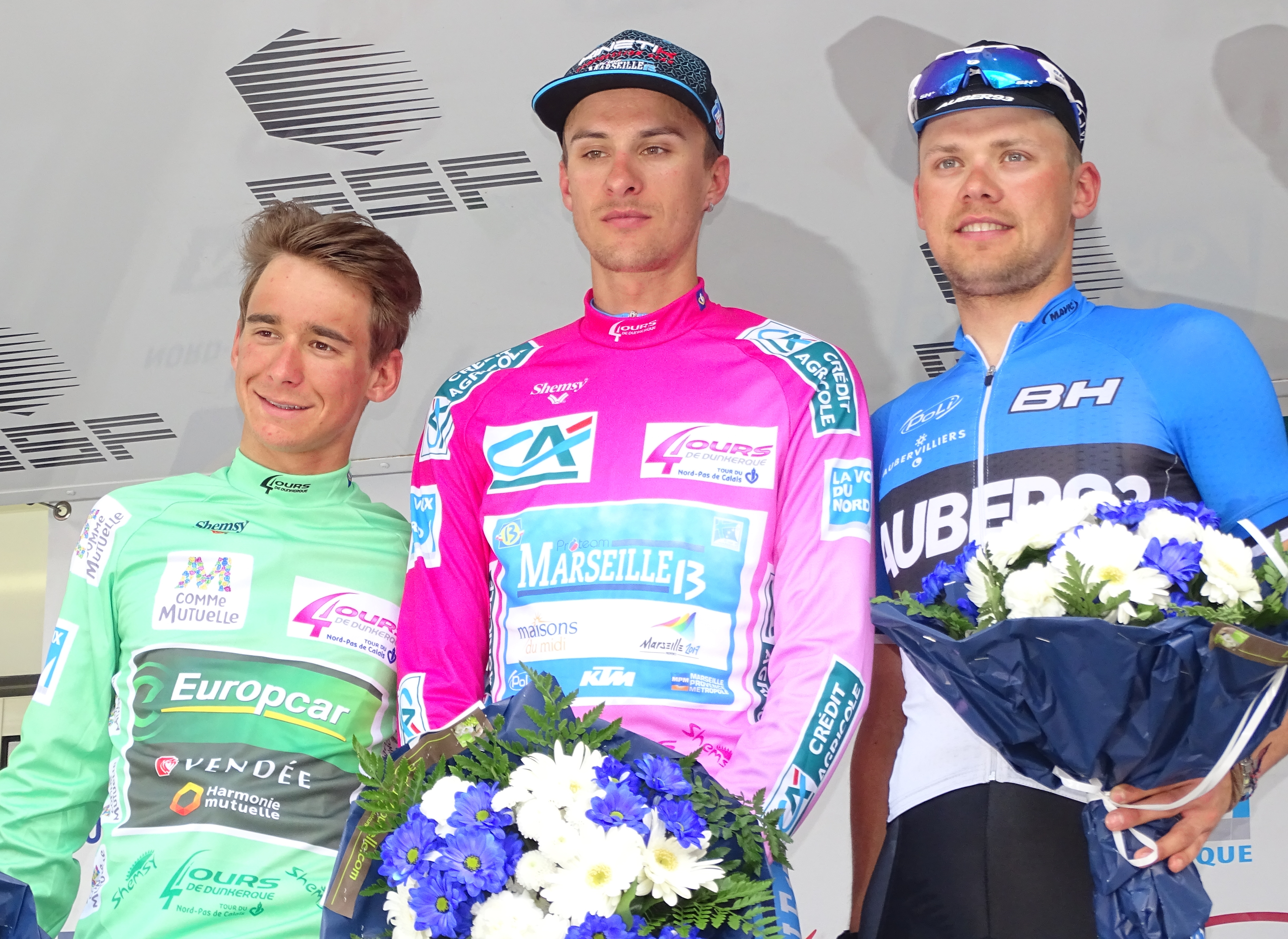
Podium de l'édition 2015 des Quatre Jours de Dunkerque : Bryan Coquard (2e), Ignatas Konovalovas (1er) et Alo Jakin (3e).

  - À travers le Pays Montmorillonnais
  - 1re et 3e (contre-la-montre par équipes) étapes du Tour d'Auvergne
  - 2e du championnat d'Estonie du contre-la-montre
  - 2e de l'Étoile d'or

- 2015
  - Boucles de l'Aulne
  - 3e du Grand Prix de la Somme
  - 3e des Quatre Jours de Dunkerque
- 2016
  - 4e étape du Circuit des Ardennes international
  - 3e du championnat d'Estonie sur route
- 2017
  - 2e du championnat d'Estonie sur route
- 2018
  - 2e du championnat d'Estonie du contre-la-montre
- 2019
  -  Champion d'Estonie sur route
  -  Médaillé d'argent de la course en ligne des Jeux européens
- 2020
  - 1re étape du Baltic Chain Tour
  - 2e du Baltic Chain Tour
- 2021
  - 3e du championnat d'Estonie sur route
- 2022
  - Sangaste Valgete Teede Rattaralli

### Classements mondiaux
| Année           | 2007   | 2008 | 2009 | 2010 | 2011 | 2012   | 2013 | 2014 | 2015 | 2016 |
| --------------- | ------ | ---- | ---- | ---- | ---- | ------ | ---- | ---- | ---- | ---- |
| UCI Europe Tour | 1 351e |      | 753e | 613e | 429e | 1 031e | 429e | 275e | 68e  | 429e |